# Bergholma och Slätholma
Bergholma och Slätholma är en ö i Finland. Den ligger i Skärgårdshavet och i kommunerna Kimitoön och Sagu i landskapet Egentliga Finland, i den sydvästra delen av landet. Ön ligger omkring 27 kilometer sydöst om Åbo och omkring 130 kilometer väster om Helsingfors.
Öns area är 7 hektar och dess största längd är 490 meter i sydöst-nordvästlig riktning.